# Levan (Utah)
Levan – miasto w Stanach Zjednoczonych, w stanie Utah, w hrabstwie Juab.